# Glutamato de amonio
El Glutamato de amonio es una sal ácida de amonio y del ácido glutámico. Compuesto de fórmula NH4C5H8NO4. La substancia se emplea en la industria alimentaria como un potenciador del sabor cuyo código es: E-624. Suele abreviarse en la industria como MAG. Es frecuente que se emplee como saborizador en productos cárnicos como substituto del glutamato monosódico. 